# Ânodo

Diagrama de um ânodo de zinco numa célula galvânica. Os eletrões movem-se para o exterior da célula, e a corrente convencional move-se no sentido oposto.

Um ânodo (chamado também de anódio ou anodo) é um elétrodo através do qual a carga elétrica positiva flui para o interior de um dispositivo elétrico polarizado.  A corrente convencional descreve o sentido do movimento de portadores de carga positivos (que não têm existência real: existem apenas por convenção), que tem o sentido inverso ao da corrente real, que corresponde ao movimento dos elétrons (cargas negativas, reais). Por isso, em resumo, ânodo é o pólo por onde entra a corrente convencional e por onde saem os elétrons. O elétrodo em que a corrente (convencional) flui de forma inversa, ou seja, para o exterior do dispositivo, chama-se cátodo.

## Historia
Etimologicamente, a palavra deriva do grego anodos ("subida"), referindo-se à partida "ascendente" dos electrões.e foi criado em 1834 por William Whewell, um polímato inglês, cientista, padre anglicano, filósofo, teólogo e historiador de ciência do final do século XVIII e século XIX, a pedido do físico e químico inglês Michael Faraday, seu contemporâneo, que o contactou para elaborar novas designações que seriam necessárias para completar o seu artigo sobre o processo de electrólise, entretanto descoberto.

## Polaridade
A polaridade do ânodo em relação ao cátodo pode ser positiva ou negativa, dependendo da forma como o dispositivo funciona. De  facto, como os iões negativos são chamados de aniões, há a tendência para se associar a palavra "ânodo" ao pólo negativo (ou ao positivo, se pensarmos que este atrai os iões negativos), contudo a polaridade do ânodo depende da forma como se está a interpretar a corrente elétrica na célula electroquímica onde esta tem origem, e que pode ser galvânica ou electrolítica. Assim, o ânodo é positivo num dispositivo que consome energia e é negativo num dispositivo que fornece energia.

## Utilização
- Numa bateria que esteja a descarregar ou numa célula galvânica, o ânodo é o terminal negativo porque é onde a corrente convencional flui para dentro do dispositivo (isto é, a bateria). Esta corrente em direção ao interior é suportada externamente pela saída de eletrões: o movimento de cargas negativas num sentido corresponde ao fluxo da corrente positiva em sentido contrário.[4]
- Numa bateria que esteja a recarregar, ou numa célula eletrolítica, o ânodo é o terminal positivo, que recebe corrente (convencional) de um gerador externo. A corrente numa bateria a recarregar tem sentido oposto ao da corrente durante a descarga, ou seja, por outras palavras, o elétrodo que era o cátodo durante a descarga da bateria passa a ser o ânodo durante a recarga.[4][5]
- Num díodo, o ânodo é o terminal positivo na base do triângulo que forma a seta no diagrama esquemático que o simboliza, por onde a corrente flui para o dispositivo. A nomenclatura usada para os díodos baseia-se sempre na direção da corrente direta (ou, seja, a da seta, por onde a corrente flui mais facilmente), mesmo em tipos como os díodos de Zener ou as células fotovoltaicas onde a corrente que interessa é a corrente reversa.
- Em tubos de vácuo (incluindo o tubo de raios catódicos), ânodo é o terminal positivo, com deficiência de eletrões, isto é, por onde os eletrões abandonam o dispositivo.[6]

## Ânodos em Pilhas
Pilha elétrica, célula galvânica, pilha galvânica ou ainda pilha voltaica é um dispositivo onde têm-se dois elétrodos que são constituídos geralmente de metais diferentes, que fornecem a superfície na qual ocorrem as reações de oxidação e redução.
Ânodo: é o polo da pilha que sofre o processo de oxidação, ou seja, aquele que perde os elétrons.

### Algumas pilhas existentes

#### Pilha de Daniell
Na plha de Daniell,temos um Ânodo de zinco(formado por uma placa) imerso em uma solução formada por água e sulfato de zinco (ZnSO4). A placa de zinco, ao sofrer oxidação, libera elétrons, formando o cátion Zn+2, que permanece na solução. Com isso, a placa tem seu tamanho diminuído e a solução fica com excesso de cátions.

#### Pilha comum (pilha de Leclanché)
A pilha de Leclanché, pilha seca, ou popularmente pilha comum, é um tipo de pilha inventada pelo engenheiro francês Georges Leclanché, em 1866. As pilhas secas são utilizadas para fornecer energia elétrica para equipamentos que requerem descargas elétricas leves e contínuas, como controle remoto, relógio de parede, rádio portátil, lanternas, gravadores ou brinquedos eletrônicos.
O Ânodo da pilha comum é formada por um cilindro de zinco metálico,separado dos demais componentes quimicos por um papel poroso.

#### Pilha alcalina
A pilha alcalina é um tipo de fonte portátil de energia. Ela recebe este nome porque são feitas a partir de bases, e possuem d.d.p de 1,5 V e não são recarregáveis. Indicada para equipamentos que requerem descargas de energia rápidas e fortes, como câmeras digitais, lanternas,entre outros etc.
Ânodo dessa pilha é geralmente formado por uma placa de zinco, cádmio e outros metais.

#### pilha de litio
As pilhas de lítio são células primárias que têm ânodos de lítio metálico. As células de lítio produzem uma tensão cerca de duas vezes maior que a de uma bateria comum de zinco-carbono ou alcalina: 3 volts contra 1,5 volts, respectivamente. Ao contrário da bateria de íon-lítio, elas não são recarregáveis.

#### Pilha de mercúrio
Uma pilha de mercúrio é um tipo de pilha alcalina. Por ter mercúrio em grandes concentrações, sua comercialização foi banida em muitos países. Hoje, as pilhas de mercúrio são utilizadas, por exemplo, em relógios, calculadoras, marca-passos, aparelhos auditivos, máquinas fotográficas e brinquedos.
O Ânodo da pilha de mercúrio é formada por uma placa de zinco.

## Ânodos em díodos semicondutores
O ânodo de um diodo semicondutor de junção corresponde ao cristal P - de "positivo" - formado pela dopagem do díodo que consiste na introdução de elementos trivalentes dentro de cristais tetravalentes, obtendo-se átomos com sete elétrons na camada de valência, isto é, que necessitam de mais um elétron para a neutralização. Quando uma fonte de alimentação é conectada ao diodo pela polarização direta, que é feita conectando o terminal negativo da fonte de alimentação no cátodo do díodo e o terminal positivo da fonte no ânodo do díodo, os eletrões (cargas negativas) irão em direção ao terminal positivo sendo repelidos pelo negativo.
Numa temperatura acima do zero absoluto (-273°C) os átomos saem das suas órbitas de valência, tornando-se eletrões livres, ao mesmo tempo que deixam uma lacuna na camada de valência de onde saiu, por uma fração de segundos. Esse tempo de duração de eletrões livres e de lacunas é chamado de tempo de vida.
No ânodo, os eletrões livres movem-se aleatoriamente, e alguns deles podem passar para o cátodo. No cátodo há mais eletrões do que lacunas, pelo que se consideram como portadores majoritários os eletrões livres e como portadores minoritários as lacunas. No ânodo, onde há mais lacunas do que eletrões livres, tem-se como portadores majoritários as lacunas e como portadores minoritários os eletrões livres. Quando um eletrão livre do cátodo passa para o ânodo, ele deixa um átomo tetravalente no cátodo. Esse átomo tetravalente com menos um eletrão funciona como um ion positivo ou catião porque perdeu o eletrão que foi para o ânodo. Quando o eletrão entra na área do ânodo, combina-se rapidamente com uma lacuna de um átomo trivalente, que, ao ter mais um eletrão na sua órbita de valência, passa a tetravalente, funcionando como um ião negativo ou anião. Esse processo de migração de eletrões livres para o ânodo ocorre até que camada de depleção deixe de o permitir. A camada de depleção é a área onde estes iões ficam, junto à superfície de junção do cristal P com o cristal N, formando uma região sem eletrões livres e sem lacunas, funcionando como uma barreira que impede a continuação da difusão dos eletrões livres.

## Ânodos de sacrificio
Uma das formas mais eficazes de evitar a corrosão dos metais é a utilização de ânodos sacrificiais, que se ligam ao metal a proteger. Tal como o próprio nome indica, os ânodos sacrificiais são quem sofre, preferencialmente, a corrosão (são “sacrificados”), para assim poder proteger o material que importa preservar. Este método é conhecido como protecção catódica, e efectua-se para proteger contra a corrosão cascos de navios e tubagens enterradas, erm que se usa zinco como metal sacrificial para proteger o aço.
Para evitar a sua corrosão, o alumínio, é revestido por uma camada aderente e impermeável de óxido de alumínio formada sobre a superfície quando o alumínio é oxidado (Al2O3). Este processo designa-se por anodização quando o processo é electrolítico (não espontâneo) ou passivação quando o processo é galvânico (espontâneo), onde o alumínio funciona como o ânodo. Como o óxido formado cobre toda a superfície e é um material impermeável, muito aderente e não condutor, constitui uma protecção bastante eficaz contra a corrosão do alumínio.

## Ânodos em Ampolas de raio x
Em uma ampola de raios X, o eletrodo positivo é o anodo e é onde o feixe de elétrons colide e produz os raios X.
O principal problema no seu projeto deve-se a ineficiência na produção dos raios X, uma vez que mais de 99% da energia cinética dos elétrons que atingem o anodo é transformada em calor.
Existem dois tipos de anodos:
- anodo fixo: são usados em equipamentos odontológicos e equipamentos portáteis que não necessitam de correntes elevadas. Nestes o anodo é feito com um material com boa capacidade térmica como o cobre. O ponto do anodo no qual o feixe de elétrons incide é chamado de alvo e é feito com uma liga de tungstênio ou molibdênio impregnado no cobre. Estes materiais possuem alto ponto de fusão e o tungstênio, em particular, possui elevado número atômico o que aumenta a eficiência na produção dos raios X.. Estes anodos podem ser refrigerados com água, no caso de aparelhos usados em cristalografia ou ainda com óleo no caso de aparelhos para radiografia.

- anodo giratório: o anodo tem o formato de um disco e possui um eixo ligado a um motor. Durante seu funcionamento o disco gira continuamente e o feixe de elétrons incide em sua borda, dessa forma a área na qual o calor é gerado é muito maior que no caso do anodo fixo, melhorando a dissipação térmica. Quanto maior a rotação, melhor a dissipação térmica. Na maioria dos tubos de raios X a rotação é de 3600 rpm (rotações por minuto), enquanto em tubos alta capacidade podem chegar a 10000 rpm.

Ao atingirem o anodo, a maioria dos elétrons perdem sua energia cinética nas inúmeras colisões com os átomos do anodo, convertendo-a em calor. Alguns elétrons participam na produção de raios X por dois processos fundamentais: a emissão de raios X de freamento e a emissão de raios X característicos (ou de fluorescência).
Os raios X característicos produzem um espectro de linhas ou raias com energias bem definidas características do material do alvo.

Já os raios X de freamento ocorrem quando os elétrons aproximam-se dos núcleos dos átomos que compõem o alvo e sofrem uma desaceleração brusca devido ao campo coulombiano do núcleo. Estes raios X são chamados de bremsstrahlung (do alemão: radiação de freamento) e produzem um espectro contínuo de energia, variando de valores próximos de zero até um valor máximo que corresponde a toda a energia cinética do elétron.